# National Historic Site
Als National Historic Site werden in den Vereinigten Staaten einzelne Gebäude, Orte oder Einrichtungen ausgewiesen, die als Denkmale historisch besonders bedeutend sind. Fast alle National Historic Sites stehen im Eigentum der US-Bundesregierung, sie werden vom National Park Service unter dem Dach des Innenministeriums verwaltet. Der United States Forest Service verwaltet ein Objekt, die Grey Towers National Historic Site.
Gesetzliche Grundlage ist der National Historic Site Act von 1935. Während anfangs einige der Gebiete durch das Innenministerium ausgewiesen wurden, ist heute die Zustimmung des Kongresses erforderlich.
Derzeit (2008) gibt es in den USA 89 National Historic Sites von sehr unterschiedlicher Art:
- Bent’s Old Fort National Historic Site und viele andere Forts und Handelsstationen im Wilden Westen erinnern an große soziale, kulturelle und wirtschaftliche Bewegungen.
- Ford’s Theatre National Historic Site, in dem Präsident Abraham Lincoln ermordet wurde, ist ein Beispiel für einen NHS, der an eine prominente Person erinnert
- Golden Spike National Historic Site, der Ort, an dem die erste transkontinentale Eisenbahnverbindung vollendet wurde, ist einem einzelnen, bedeutenden Ereignis gewidmet

Größere Gebiete oder größere Gebäudeansammlungen, die wegen ihrer geschichtlichen Bedeutung geschützt werden, sind in der Regel als National Historical Park ausgewiesen.

## Liste der National Historic Sites
| Name                                                                         | Lage                         |
| ---------------------------------------------------------------------------- | ---------------------------- |
| Aleutian World War II National Historic Area (zugeordnetes Gebiet)           | Alaska                       |
| Allegheny Portage Railroad National Historic Site                            | Pennsylvania                 |
| Andersonville National Historic Site - Andersonville National Cemetery       | Georgia                      |
| Andrew Johnson National Historic Site - Andrew Johnson National Cemetery     | Tennessee                    |
| Bent’s Old Fort National Historic Site                                       | Colorado                     |
| Blackwell School National Historic Site                                      | Texas                        |
| Boston African American National Historic Site                               | Massachusetts                |
| Historic Camden Revolutionary War Site (zugeordnetes Gebiet)                 | South Carolina               |
| Carl Sandburg Home National Historic Site                                    | North Carolina               |
| Carter G. Woodson Home National Historic Site                                | Washington, D.C.             |
| Charles Pinckney National Historic Site                                      | South Carolina               |
| Chicago Portage National Historic Site (zugeordnetes Gebiet)                 | Illinois                     |
| Chimney Rock National Historic Site (zugeordnetes Gebiet)                    | Nebraska                     |
| Christiansted National Historic Site                                         | Amerikanische Jungferninseln |
| Clara Barton National Historic Site                                          | Maryland                     |
| Edgar Allan Poe National Historic Site                                       | Pennsylvania                 |
| Eisenhower National Historic Site                                            | Pennsylvania                 |
| Eleanor Roosevelt National Historic Site                                     | New York                     |
| Eugene O'Neill National Historic Site                                        | Kalifornien                  |
| First Ladies National Historic Site                                          | Ohio                         |
| Ford's Theatre National Historic Site                                        | Washington, D.C.             |
| Fort Bowie National Historic Site                                            | Arizona                      |
| Fort Davis National Historic Site                                            | Texas                        |
| Fort Laramie National Historic Site                                          | Wyoming                      |
| Fort Larned National Historic Site                                           | Kansas                       |
| Fort Point National Historic Site                                            | Kalifornien                  |
| Fort Raleigh National Historic Site                                          | North Carolina               |
| Fort Scott National Historic Site                                            | Kansas                       |
| Fort Smith National Historic Site                                            | Arkansas, Oklahoma           |
| Fort Union Trading Post National Historic Site                               | North Dakota                 |
| Fort Vancouver National Historic Site                                        | Washington, Oregon           |
| Frederick Douglass National Historic Site                                    | Washington, D.C.             |
| Frederick Law Olmsted National Historic Site                                 | Massachusetts                |
| Friendship Hill National Historic Site                                       | Pennsylvania                 |
| Gloria Dei (Old Swedes') Church National Historic Site (zugeordnetes Gebiet) | Pennsylvania                 |
| Grant-Kohrs Ranch National Historic Site                                     | Montana                      |
| Hampton National Historic Site                                               | Maryland                     |
| Harry S. Truman National Historic Site                                       | Missouri                     |
| Herbert Hoover National Historic Site                                        | Iowa                         |
| Home of Franklin D. Roosevelt National Historic Site                         | New York                     |
| Honouliuli National Historic Site                                            | Hawaii                       |
| Hopewell Furnace National Historic Site                                      | Pennsylvania                 |
| Hubbell Trading Post National Historic Site                                  | Arizona                      |
| James A. Garfield National Historic Site                                     | Ohio                         |
| Jamestown National Historic Site (zugeordnetes Gebiet)                       | Virginia                     |
| John Fitzgerald Kennedy National Historic Site                               | Massachusetts                |
| John Muir National Historic Site                                             | Kalifornien                  |
| Knife River Indian Villages National Historic Site                           | North Dakota                 |
| Lincoln Home National Historic Site                                          | Illinois                     |
| Little Rock Central High School National Historic Site                       | Arkansas                     |
| Longfellow House–Washington’s Headquarters National Historic Site            | Massachusetts                |
| Lower East Side Tenement National Historic Site (zugeordnetes Gebiet)        | New York                     |
| Maggie L. Walker National Historic Site                                      | Virginia                     |
| Manzanar National Historic Site                                              | Kalifornien                  |
| Martin Van Buren National Historic Site                                      | New York                     |
| Mary McLeod Bethune Council House National Historic Site                     | Washington, D.C.             |
| Minidoka National Historic Site                                              | Idaho                        |
| Minuteman Missile National Historic Site                                     | South Dakota                 |
| New Philadelphia National Historic Site                                      | Illinois                     |
| Nicodemus National Historic Site                                             | Kansas                       |
| Ninety Six National Historic Site                                            | South Carolina               |
| Pennsylvania Avenue National Historic Site                                   | Washington, D.C.             |
| President William Jefferson Clinton Birthplace National Historic Site        | Arkansas                     |
| Puʻukoholā Heiau National Historic Site                                      | Hawaii                       |
| Ronald Reagan Boyhood Home National Historic Site                            | Illinois                     |
| Sagamore Hill National Historic Site                                         | New York                     |
| Saint Paul's Church National Historic Site                                   | New York                     |
| Salem Maritime National Historic Site                                        | Massachusetts                |
| San Juan National Historic Site                                              | Puerto Rico                  |
| Sand Creek Massacre National Historic Site                                   | Colorado                     |
| Saugus Iron Works National Historic Site                                     | Massachusetts                |
| Sewall-Belmont House National Historic Site (zugeordnetes Gebiet)            | Washington, D.C.             |
| Springfield Armory National Historic Site                                    | Massachusetts                |
| Steamtown National Historic Site                                             | Pennsylvania                 |
| Theodore Roosevelt Birthplace National Historic Site                         | New York                     |
| Theodore Roosevelt Inaugural National Historic Site                          | New York                     |
| Thomas Cole National Historic Site (zugeordnetes Gebiet)                     | New York                     |
| Thomas Stone National Historic Site                                          | Maryland                     |
| Touro Synagogue National Historic Site (zugeordnetes Gebiet)                 | Rhode Island                 |
| Tuskegee Airmen National Historic Site                                       | Alabama                      |
| Tuskegee Institute National Historic Site                                    | Alabama                      |
| Ulysses S. Grant National Historic Site                                      | Missouri                     |
| Vanderbilt Mansion National Historic Site                                    | New York                     |
| Washita Battlefield National Historic Site                                   | Oklahoma                     |
| Whitman Mission National Historic Site                                       | Washington                   |
| William Howard Taft National Historic Site                                   | Ohio                         |

## International Historic Site
Auf Saint Croix Island an der Grenze zwischen den USA und Kanada ist mit Saint Croix Island International Historic Site als einzige International Historic Site eingerichtet.

## Geplante National Historic Site
- Ronald Reagan Boyhood Home National Historic Site

## Ehemalige National Historic Sites
Ehemalige National Historic Sites sind:
- Atlanta Campaign National Historic Site (1944 eingerichtet, 1950 übertragen an den Bundesstaat Georgia)
- Mar-A-Lago National Historic Site (1972 eingerichtet, 1980 an die Post Foundation zurückgegeben)
- McLoughlin House National Historic Site (aufgegangen in Fort Vancouver National Historic Site)
- St. Thomas National Historic Site (1960 eingerichtet, 1975 an die Virgin Islands übertragen)
- Martin Luther King, Jr. National Historical Site in Atlanta (1980 eingerichtet, 2018 aufgewertet zum National Historical Park)
- Saint-Gaudens National Historic Site in New Hampshire (1964 eingerichtet, 1977 eröffnet, 2019 zum National Historical Park aufgewertet)